# Basistemon bogotensis
Basistemon bogotensis là một loài thực vật có hoa trong họ Mã đề. Loài này được Turcz. mô tả khoa học đầu tiên năm 1863.